# Fragile (album, Yes)
Fragile je čtvrté album britské progressive rockové skupiny Yes, vydané u Atlantic Records. Bylo prvním albem skupiny, na kterém hrál klávesita Rick Wakeman, který ve skupině nahradil Tony Kayeho a prvním albem skupiny jehož obal vytvořil umělec Roger Dean.

## Seznam stop
Strana 1
1. "Roundabout" (Jon Anderson, Steve Howe) – 8:30
2. "Cans and Brahms (výběr z Brahmsovy 4. symfonie E mol)" (Johannes Brahms, arr. Rick Wakeman) – 1:38
3. "We Have Heaven" (Anderson) – 1:40
4. "South Side of the Sky" (Anderson, Chris Squire) – 8:02

Strana 2
1. "Five Per Cent for Nothing" (Bill Bruford) – 0:35
2. "Long Distance Runaround" (Anderson) – 3:30
3. "The Fish (Schindleria Praematurus)" (Squire) – 2:39
4. "Mood for a Day" (Howe) – 3:00
5. "Heart of the Sunrise / We Have Heaven (Reprise)" (Anderson, Squire, Bruford / Anderson) – 11:27

bonusy na reedici z roku 2003
1. "America" (Paul Simon) – 10:33
2. "Roundabout (Early Rough Mix)" (Anderson, Howe) – 8:35

## Sestava
- Jon Anderson – zpěv
- Steve Howe – kytara, zpěv
- Chris Squire – baskytara, zpěv
- Rick Wakeman – Hammondovy varhany, piano, RMI 368 Electra-Piano and Harpsichord, Mellotron, Moog syntezátor
- Bill Bruford – bicí, perkuse